# José Ángel Escalante Fuentes
José Ángel Escalante Fuentes (Acomayo, 2 de octubre de 1883 - Lima, 9 de diciembre de 1965 ) fue un periodista y político peruano.

## Biografía
Nacido en la provincia de Acomayo, el 2 de octubre de 1883. Fue hijo de José Nicolás Escalante y María Jesús Fuentes. Hizo sus estudios en el Colegio de Ciencias de la ciudad del Cusco, prosiguiendo estudios universitarios de ciencias administrativas en la Universidad Nacional San Antonio Abad. Contrajo matrimonio con Roselinda Vaccari, con quien tuvo cinco hijos: Juan Manuel, Luis, Juana, Jorge y Jaime y tuvo 4 hijos más José, José Ángel, Jorge y Augusto.
Fue director de los diarios El Sol, El Porvenir, El Ferrocarril y El Comercio del Cusco. Presidente de la Delegación Peruana al Congreso Indigenista en México en 1940
Ideólogo indigenista del Presidente Augusto B. Leguía, es elegido diputado por las provincias de Acomayo, Paruro y Espinar en 1913, 1919, 1924 y 1929 durante el final del Segundo gobierno de José Pardo y todo el Oncenio de Leguía. Posteriormente, volvería a ser elegido diputado en 1939 por la provincia de Acomayo, 1945 por la provincia de Espinar y 1950 por el departamento del Cusco. Adicionalmente, sería Alcalde del Cusco en 1919 y Ministro de Justicia en 1930.

### Homenajes aAlejandro Velasco Astete[9]
Durante su gestión, luego del vuelo realizado por Alejandro Velasco Astete entre Lima y Cusco, la Cámara de Diputados en su 22° sesión del martes 1 de septiembre de 1925, aprueba una moción presentada por los diputados cusqueños José Ángel Escalante, Mariano N. García, Manuel S. Frisancho, Mariano L. Álvarez, Julio Alonso Cáceres y Washington Ugarte, en el cual manifiestan:

“La Cámara de Diputados con motivo del raid Lima – Cusco, llevado a feliz término por el aviador militar cusqueño subteniente Alejandro Velasco Astete, expresa un voto de aplauso al señor Ministro de Guerra por el progreso y eficiencia de la escuela de aviación, que acaba de evidenciarse con la extraordinaria hazaña del aviador Velasco, en forma que satisface las expectativas patrióticas del país”

Igualmente, se acuerda el pedido de Manuel  S. Frisancho, para enviar un cablegrama de felicitación para el aviador Alejandro Velasco Astete, a través de la Municipalidad del Cusco. Pero, el júbilo por tal hazaña dura poco tiempo. El 28 de septiembre, Alejandro Velasco Astete vuela de Cusco a Puno falleciendo en el aterrizaje debido a que la multitud impidió que pisara tierra y al tratar de elevar nuevamente la máquina una de sus alas choca con un muro de tierra, estrellándose contra un paredón provocando su muerte instantánea.
Al conocerse la noticia del trágico accidente, los diputados Manuel Frisancho, Mariano N. García y Mariano L. Álvarez, presentan el 30 de septiembre de 1925, el Proyecto de Ley N° 127 en el que solicitan consignarse en el Presupuesto General de la República, para el año de 1926, una partida destinada a la erección de un monumento en la ciudad del Cusco, que inmortalice la memoria del aviador Alejandro Velásco Astete. El Diputado Mariano N. García, al fundamentar la proposición manifestó:

“La Patria para con sus hijos que se han distinguido en levantar más su nombre para con aquellos que han consagrado sus días a acrecentar más su potencialidad y su defensa, se ha manifestado siempre no solo generosa sino justiciera y reconocida, otorgando en forma concreta y efectiva, grandes premios a los servicios prestados al país. Ella sabe perfectamente que sus hijos son los que marcan y hacen subir en el termómetro del progreso un elevado grado de grandeza y de prestigio nacional efectivo (…) creo, señor, que la Cámara por su parte, debe hacer algo para honrar la memoria del intrépido aviador cusqueño, como recompensa del gran raid que realizó con todo éxito entre Lima y el cusco; del intrépido aviador que por un accidente fatal ha dejado de existir en Puno”

Miembro destacado de la Gran Logia Constitucional del Perú,  miembro de la Sociedad de Estudios de Sociología Peruana, de la Asociación Nacional de Periodistas, de la Asociación Rural del Perú, del Club Nacional, del Club de la Unión y del Club Revólver y del Club Departamental Cuzco de Lima.
Fallece en la ciudad de Lima, el 9 de diciembre de 1965.